# Lamachella germanica
Lamachella germanica är en tvåvingeart som beskrevs av Chvala och Bill P.Stark 1997. Lamachella germanica ingår i släktet Lamachella och familjen puckeldansflugor. Inga underarter finns listade i Catalogue of Life.